# Uppsala City IBK
Uppsala City IBK  var en innebandyklubb i Uppsala i Sverige. Herrlaget spelade i Sveriges högsta division under 1990-talet. Damlaget övertog under samma decennium Storvreta IBK:s plats i seriesystemet, och gjorde framför allt ett framgångsrikt slutspel under säsongen 1996/1997 och vann första semifinalen mot Högdalens IBF, även om man åkte ur mot samma lag när semifinalspelet summerats.

### Fotnoter
1. ↑  ”Uppland – ett U-land på damsidan”. Svenska Innebandyförbundet. 21 juli 2012. Arkiverad från originalet den 4 april 2013. https://web.archive.org/web/20130404161326/http://www.innebandy.se/sv/Nyheter/Statistik1/Damer/damerU/. Läst 15 oktober 2013.